# Univerzita v Cambridgi
Univerzita v Cambridgi, či Cambridgeská univerzita (anglicky University of Cambridge, často také Cambridge University, latinsky Universitas Cantabrigiensis) je druhá nejstarší univerzita v anglicky mluvící části světa. Univerzita sídlí v anglickém městě Cambridge.
Dnes má přibližně 24 500 studentů rozdělených v 31 colleges (kolejích), což jsou víceméně nezávislé instituce, které mezi jiným poskytují studentům i ubytování a stravu.
Společně s Oxfordskou univerzitou jsou označovány jako Oxbridge. Velmi známá je také jejich rivalita, která se táhne už od založení Cambridgeské university učenci prchajícími z Oxfordu.

## Historie
Podle pověsti založili Univerzitu v Cambridgi v roce 1209 akademici, kteří po neshodách na Oxfordské univerzitě uprchli a založili si vlastní univerzitu.
Nejstarší z kolejí je Peterhouse, založená roku 1284 biskupem z Ely Hugem de Balsahamem.

## Koleje

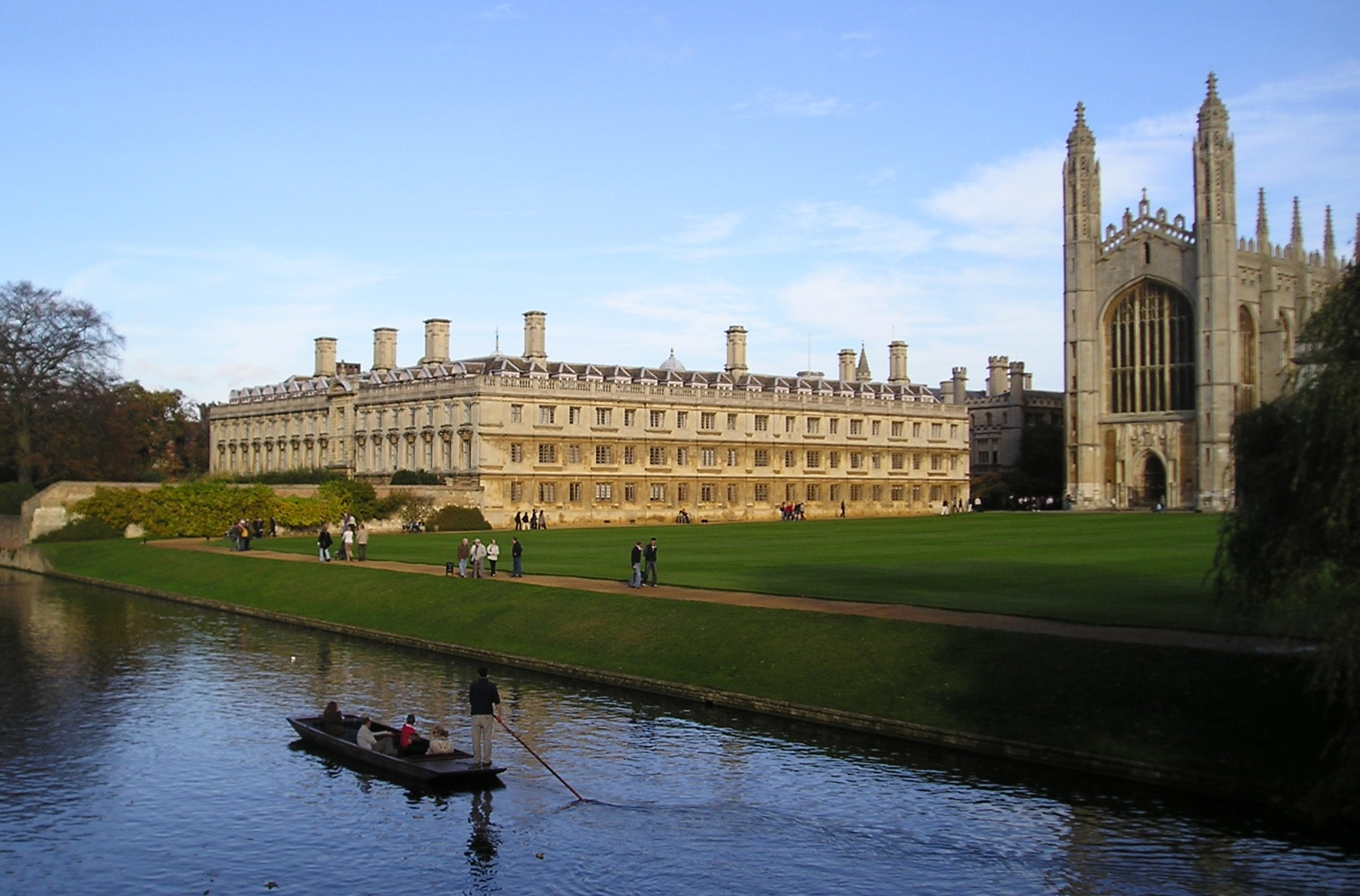
Clare College a King's College chapel

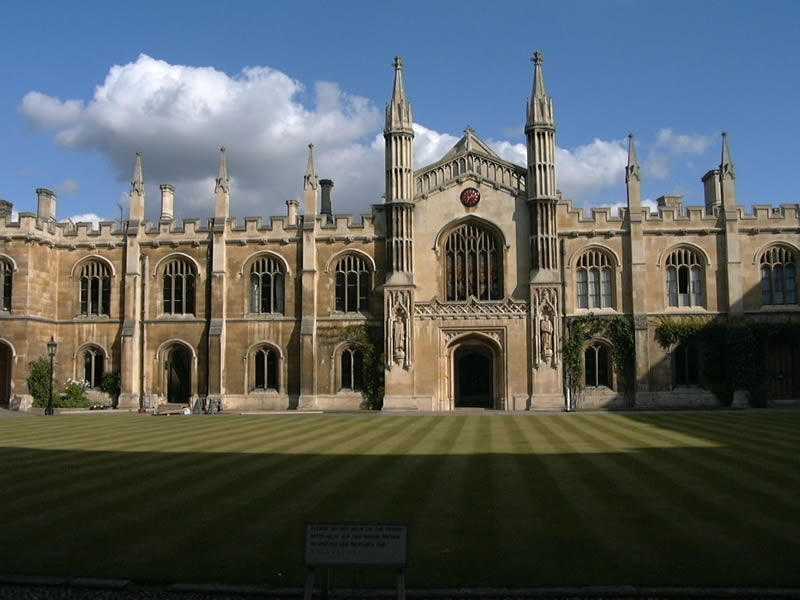
Corpus Christi College

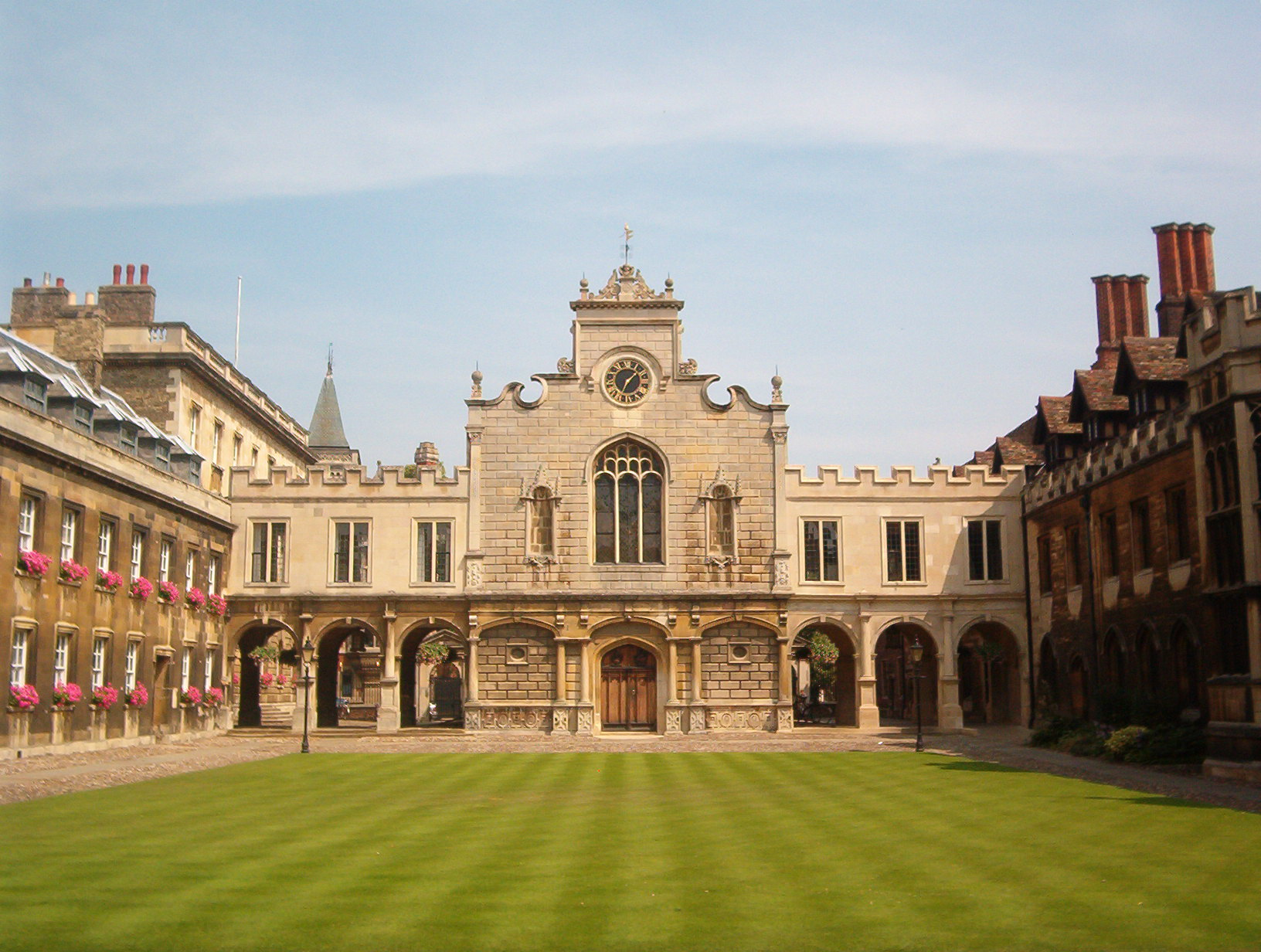
Peterhouse

Ze všech cambridgeských kolejí (colleges) jsou jenom dvě ženské (Murray Edwards a Newnham), ostatních 29 je smíšených.
- Christ’s
- Churchill
- Clare
- Clare Hall
- Corpus Christi
- Darwin
- Downing
- Emmanuel
- Fitzwilliam
- Girton
- Gonville and Caius
- Homerton
- Hughes Hall
- Jesus
- King’s
- Lucy Cavendish
- Magdalene
- Murray Edwards (New Hall)
- Newnham
- Pembroke
- Peterhouse
- Queens’
- Robinson
- St Catharine’s
- St Edmund’s
- St John’s
- Selwyn
- Sidney Sussex
- Trinity
- Trinity Hall
- Wolfson

## Cambridgeská knihovna
Každá kolej má vlastní knihovnu, ale pro případ, kdy student nenajde potřebné informace v ní, funguje zde pověstná centrální knihovna, která patří mezi největší a nejlépe vybavené knihovny v Anglii. Mezi ostatními britskými univerzitními knihovnami ja výjimečná tím, že velká většina akademických knihovních fondů se nachází ve volném výběru a uživatlé knihovnami si tak mohou knihy vyhledávat sami, bez nutnosti objednávky u přepážky. Přístup má každý student zdarma, na celoživotní bezplatné užívání knihovny (včetně výpůjčního práva) mají nárok též všichni absolventi univerzity.

## Slavní absolventi
Univerzita je především známa svými skvělými vědci a matematiky, jako jsou Isaac Newton (dynamika, gravitace), Charles Darwin (teorie evoluce), William Harvey (krevní oběh), Paul Dirac, J. J. Thomson (objev elektronu), Ernest Rutherford (struktura atomu), Jane Goodall, James Clerk Maxwell, Francis Crick, Alan Turing, Stephen Hawking nebo Frederick Sanger.
Celkem 83  absolventů bylo odměněno Nobelovou cenou, University of Cambridge je tedy univerzitou s největším počtem laureátů Nobelovy ceny (druhá v pořadí s počtem laureátů 82 je University of Chicago).
Velmi významní komunističtí sympatizanti a agenti KGB jako Cambridžská pětka, v jejímž čele byl Kim Philby.

## Hodnocení
Cambridge a Oxford jsou akademicky nejselektivnější univerzity ve Spojeném království. Student si může jeden rok podat přihlášku jen na jednu univerzitu z Oxbridge, což je odlišuje od ostatních univerzit ve Spojeném království.

### Světový žebříček
Univerzita se pohybuje tradičně mezi 5 nejlepšími univerzitami na světě.
|                                        | 2024 | 2023 | 2022 | 2021 | 2020 | 2019 | 2018 | 2017 | 2016 | 2015 | 2014 | 2013 | 2012 | 2011 | 2010 | 2009 | 2008 | 2007 |
| -------------------------------------- | ---- | ---- | ---- | ---- | ---- | ---- | ---- | ---- | ---- | ---- | ---- | ---- | ---- | ---- | ---- | ---- | ---- | ---- |
| THES - QS World University Rankings    | 2.   | 2.   | 3.   | 7.   | 7.   | 6.   | 5.   | 4.   | 3.   | 2.   | 3.   | -    | 2.   | 1.   | -    | 2.   | 3.   | 2.   |
| Academic Ranking of World Universities | -    | 4.   | 4.   | 3.   | 3.   | 3.   | 3.   | 3.   | 4.   | 5.   | 5.   | 5.   | 5.   | 5.   | 5.   | 4.   | 4.   | 4.   |